# Cisano Bergamasco
Cisano Bergamasco ist eine italienische Gemeinde (comune) mit 6215 Einwohnern (Stand 31. Dezember 2023) in der Provinz Bergamo, Lombardei.

## Geographie
Die Nachbargemeinden sind Brivio (LC), Caprino Bergamasco, Monte Marenzo (LC), Pontida und Torre de’ Busi (LC).

## Sehenswürdigkeiten
- Die mittelalterliche Burg, die mit einem imposanten Turm ausgestattet ist und sich in Privatbesitz befindet.
- Die Kirche von San Zenone, die im 11. Jahrhundert erbaut wurde. Mittlerweile wurde diese neu errichtet und enthält wertvolle Kunstwerke.

## In Cisano Bergamasco geboren
- Giorgio Squinzi (1943–2019), Chemiker und Unternehmer
- Roberto Donadoni (* 1963), Fußballspieler und -trainer